# Cangrelor
Cangrelor è un antagonista diretto del recettore piastrinico P2Y12 che inibisce l’aggregazione piastrinica indotta dall’adenosina-difosfato (ADP). Cangrelor si lega in modo selettivo e reversibile al recettore piastrinico P2Y12 per prevenire l’ulteriore segnalazione cellulare e attivazione piastrinica. È venduto con il nome di Kengral negli Stati Uniti e con il nome di Kengrexal all’interno dell’Unione Europea. È stato approvato nel giugno del 2015 dall’FDA e dall’EMA come farmaco antipiastrinico per la somministrazione endovenosa. A differenza del clopidogrel, che è un profarmaco, cangrelor è un farmaco attivo che non richiede attivazione metabolica.

## Caratteristiche strutturali e fisiche

### SAR (relazione struttura-attività)
Cangrelor e ticagrelor sono due farmaci di una nuova classe di inibitori dei recettori P2Y12, con azione reversibile, che sono stati sviluppati per affrontare i problemi della sicurezza (il sanguinamento) e di quelli che non rispondono al trattamento con i derivati tienopiridinici ad azione irreversibile. Inoltre, il cangrelor, così come il ticagrelor, sono attivi come tali e non hanno bisogno di attivazione metabolica come invece è per i farmaci tienopiridinici quali ad esempio il clopidogrel.
Cangrelor e ticagrelor sono analoghi nucleotidici che hanno una struttura chimica di derivazione da quella dell'adenosina trifosfato (ATP). La sostituzione dell'anidride carbonica tra fosforo β (Pβ) e fosforo γ (Pγ) con di-cloro o di-fluoro-metilene porta a un composto meno soggetto a trasformazione metabolica rispetto ai nucleotidi fisiologici. L'aggiunta di un S-propile alla lunghezza della catena è inoltre importante per le caratteristiche del cangrelor. L'aggiunta di una alchilammina monosostituita nella posizione C4 del nucleo purinico ha portato ad un aumento di dieci volte della potenza del composto e anche la lunghezza del sostituente alchilammina è correlata con l'offset dell'effetto. L'aggiunta del gruppo metilsulfaniletilammino in posizione C4 e del trifluoropropilsulfanil alla lunghezza della catena caratterizzano il farmaco cangrelor che ha un'attività inibitoria sull'aggregazione piastrinica prontamente reversibile alla sospensione del trattamento.

## Meccanismo d'azione
Il cangrelor è un antagonista del recettore piastrinico P2Y12 . Blocca l’attivazione e l’aggregazione piastrinica indotta in vitro ed ex vivo da ADP. Cangrelor si lega in modo selettivo e reversibile al recettore piastrinico P2Y12 impedendo l'interazione del recettore con l'ADP e inibendo così l'attivazione piastrinica.

## Impieghi clinici
L’inibizione dell'aggregazione piastrinica avviene rapidamente in seguito a somministrazione di cangrelor. Dopo somministrazione di 30 microgrammi/kg in bolo seguiti da 4 microgrammi/kg/min per infusione, l’inibizione piastrinica viene inibita e mantenuta costante durante tutta la durata del trattamento. Il cangrelor somministrato con acido acetilsalicilico (ASA) è indicato per la riduzione degli eventi trombotici cardiovascolari in soggetti adulti affetti da coronaropatia sottoposti a interventi coronarici percutanei (PCI) che non hanno ricevuto una terapia orale inibitrice di P2Y12 prima dell’intervento, oppure in pazienti in cui la terapia orale con inibitori di P2Y12 non è consigliata.
Cangrelor dovrebbe essere considerato nell’ambito della PCI per ridurre il rischio di complicanze periprocedurali come infarto del miocardio, rivascolarizzazione coronarica ripetuta e trombosi in pazienti non trattati con un altro P2Y12 inibitore o inibitore di glicoproteina IIb/IIIa.
Il cangrelor dovrebbe essere somministrato da un medico specialista in angioplastica o interventi chirurgici. Si somministra in ambiente ospedaliero..
Kengrexal è formulato per l'utilizzo intravenoso solamente dopo ricostituzione e diluizione.

## Farmacocinetica

### Assorbimento
La biodisponibilità del cangrelor è completa e immediata. cangrelor è rapidamente distribuito, raggiungendo la concencentrazione massima due minuti dopo la somministrazione per bolo intravenoso immediatamente seguito da infusione. La concentrazione allo stato stazionario, durante la somministrazione a costante infusione endovenosa di 4 mg/Kg/min, è 488 ng/mL.
Distribuzione
Il cangrelor ha un volume di distribuzione di 3.9 L. Il farmaco ha una percentuale di legame alle proteine plasmatiche del 97-98%.
Metabolismo
Il cangrelor è inattivato velocemente nel plasma mediante defosforilazione con la formazione del suo metabolita primario, un nucleoside. Il metabolismo del farmaco è indipendente dalla funzione d’organo e non interferisce con altri farmaci metabolizzati dagli enzimi epatici.
Il metabolismo del cangrelor non dipendente dal CYP e gli isoenzimi CYP non sono inibiti dalle concentrazioni terapeutiche di cangrelor o dei suoi principali metaboliti.
Eliminazione
L’emivita del cangrelor oscilla tra i tre e i sei minuti, in modo indipendente dalla dose. Successivamente alla somministrazione di 2 microgrammi/Kg/min per 3 h ad un paziente maschio sano volontario, il 93% di radioattività è stato rilevato. Il 58% è stato riscontrato nelle urine e il restante 35% è stato rilevato nelle feci, presumibilmente in seguito a escrezione biliare. L'escrezione iniziale è stata rapida, il 50% della radioattività somministrata è stata recuperata entro le 24 h e il 75% è stato recuperato in 48 h. La clearance media è approssimativamente di 43.2 L/Kg.
La farmacocinetica del cangrelor non è influenzata da sesso, età o disfunzioni renali/epatiche. Il Cangrelor non è stato valutato nella popolazione pediatrica.

## Interazioni farmacologiche
- In associazione con clopidogrel l’inibizione piastrinica non viene raggiunta.[4]

- Una studio di interazione farmacodinamica condotto su cangrelor e prasugrel dimostra che i farmaci possono essere somministrati contemporaneamente.[4]

- Non presenta interazioni con ticagrelor e i pazienti possono cambiare l’assunzione da cangrelor a ticagrelor senza alcuna interruzione dell’azione antiaggregante piastrinica.[4]

- Non sono state rilevate interazioni farmacocinetiche e farmacodinamiche con aspirina, eparina e nitroglicerina.[4]

- Il cangrelor in vitro, a rilevanti concentrazioni, ha dimostrato di inibire il trasportatore Breast Cancer Resistance Protein (BCRP). In vivo questo aspetto non è stato valutato.[4]
- Le seguenti interazioni sono state selezionate sulla base del loro potenziale significato e non sono necessariamente onnicomprensive. L'uso di cangrelor con uno dei seguenti medicinali solitamente potrebbe dare interazioni, ma in alcuni casi può essere necessario[4]:

| Aceclofenac | Acemetacin       | Amtolmetin Guacil    | Apixaban        | Argatroban          | Bivalirudina                  | Bromfenac     | Bufexamac          | Celecoxib         | Salicilato di colina |
| ----------- | ---------------- | -------------------- | --------------- | ------------------- | ----------------------------- | ------------- | ------------------ | ----------------- | -------------------- |
| Citalopram  | Clonixin         | Dabigatran Etexilato | Danaparoid      | Desirudin           | Desvenlafaxine                | Dexibuprofene | Dexketoprofene     | Diclofenac        | Diflunisal           |
| Dipirone    | Droxicam         | Edoxaban             | Escitalopram    | Etodolac            | Etofenamato                   | Etoricoxib    | Felbinac           | Fenoprofene       | Fepradinol           |
| Feprazone   | Floctafenina     | Acido Flufenamico    | Fluoxetina      | Flurbiprofen        | Fluvoxamina                   | Fondaparinux  | Eparina            | Ibuprofene        | Indometacina         |
| Ketoprofene | Ketorolac        | Lepirudina           | Lornoxicam      | Loxoprofene         | Lumiracoxib                   | Meclofenamato | Acido Mefenamico   | Meloxicam         | Morniflumate         |
| Nabumetone  | Naprossene       | Nepafenac            | Acido niflumico | Nimesulide          | Nimesulide beta ciclodestrina | Oxaprozin     | Ossifenbutazone    | Parecoxib         | Paroxetina           |
| Fenindione  | Phenprocoumon    | Fenilbutazone        | Piketoprofene   | Piroxicam           | Proglumetacina                | Propifenazone | Proquazone         | Proteina C        | Rivaroxaban          |
| Rofecoxib   | Acido salicilico | Salsalate            | Sertralina      | Salicilato di sodio | Sulindac                      | Tenoxicam     | Acido tiaprofenico | Acido Tolfenamico | Tolmetina            |
| Tolmetina   | Valdecoxib       | Vilazodone           | Vortioxetina    |                     |                               |               |                    |                   |                      |

## Avvertenze
Cangrelor aumenta il rischio di sanguinamento; gli eventi di sanguinamento sono più comuni con il cangrelor rispetto al clopidogrel. Per questa ragione è meglio evitare erbe e integratori con attività anticoagulante/antipiastrinica come aglio, zenzero, mirtillo, danshen, piracetam e ginkgo biloba.

## Sovradosaggio
Il sovradosaggio accidentale massimo è risultato 10 volte (bolo) o 3,5 volte la dose dell’infusione normalmente somministrata e il sanguinamento è stato l’evento avverso osservato più frequentemente. Se si verifica il sanguinamento, devono essere adottate le misure di supporto appropriate che possono comprendere l’interruzione del medicinale così che la funzionalità piastrinica possa essere ripristinata.

## Effetti indesiderati
Gli effetti indesiderati segnalati con il cangrelor sono i seguenti:

### Comuni
- dolore o gonfiore addominale o allo stomaco
- mal di schiena
- feci nere e catramose
- sangue negli occhi
- sangue nelle urine
- lividi o aree viola sulla pelle
- tossendo sangue
- diminuzione della vigilanza
- vertigini
- mal di testa
- dolore o gonfiore alle articolazioni
- sangue dal naso

### Meno comuni
- respirazione difficile o affannosa
- senso di oppressione al petto

### Rari
- tosse
- difficoltà a deglutire
- battito cardiaco accelerato
- orticaria, prurito o eruzione cutanea
- grande gonfiore simile a un alveare su viso, palpebre, labbra, lingua, gola, mani, gambe, piedi o organi sessuali
- respiro rumoroso
- gonfiore o gonfiore delle palpebre o intorno agli occhi, viso, labbra o lingua
- stanchezza o debolezza insolite

Il più comune effetto collaterale del cangrelor rilevato durante gli studi clinici è il sanguinamento e in alcuni casi è stata riscontrata dispnea transitoria.
Così come gli altri agenti antipiastrinici, il cangrelor aumenta il rischio di sanguinamento che potrebbe essere molto grave. Secondo i dati rilevati dallo studio Champion Phoenix, gli eventi di sanguinamento erano più comuni con il cangrelor rispetto al clopidogrel: tali eventi, perlopiù leggeri, generalmente consistevano in ematomi, ecchimosi, trasudazione nel punto della puntura. Nello studio Champion Phoenix, sono stati usati due criteri per valutare il tasso di sanguinamento in seguito alla somministrazione di cangrelor. Da ciò si è dedotto che:
- usando il criterio GUSTO (Global Use of Strategies to Open Occluded Coronary Arteries), il tasso di sanguinamento grave non era aumentato in maniera sostanziale a causa della somministrazione di Cangrelor;[6]
- secondo un criterio più sensibile, ACUITY (Acute Catheterization and Urgent Intervention Triage Strategy), il tasso di maggior sanguinamento era sostanzialmente più alto con il cangrelor rispetto al clopidogrel (4.3 vs 2.5%). Tuttavia, tale aumento era attribuibile ad una maggiore incidenza/presenza di ematomi nel sito di accesso vascolare in pazienti riceventi il cangrelor.[6]

Epatotossicità
Dalla commercializzazione di cangrelor non sono stati pubblicati rapporti di danno epatico clinicamente evidente o ittero associato alla terapia con cangrelor.

## Studi clinici

### Efficacia e sicurezza clinica
L’evidenza clinica primaria dell’efficacia di cangrelor è derivata dallo studio Champion Phoenix, uno studio randomizzato, in doppio cieco che ha confrontato cangrelor (n=5.472) e clopidogrel (n=5.470), entrambi somministrati in associazione con aspirina e con un'altra terapia standard, che comprendeva eparina non frazionata (78%), bivalirudina (23%), eparina a basso peso molecolare (LMWH) (14%) o fondaparinux (2,7%). La durata media dell’infusione di cangrelor è stata di 129 minuti. Gli inibitori della glicoproteina (GP) IIb/IIIa erano consentiti solo per uso in bailout (salvataggio) e sono stati utilizzati nel 2,9% dei pazienti. Sono stati inclusi pazienti con aterosclerosi coronarica che necessitavano di PCI per angina stabile (58%), sindrome coronarica acuta senza sopraslivellamento del tratto ST (SCA-NSTE) (26%) o infarto miocardico con sopraslivellamento del tratto ST (STEMI) (16%). I dati aggregati delle popolazioni degli studi Champion di oltre 25.000 pazienti sottoposti a PCI forniscono un supporto clinico aggiuntivo per la sicurezza. 
Nello studio Champion Phoenix, cangrelor ha ridotto in maniera significativa (riduzione del rischio relativo del 22%; riduzione del rischio assoluto dell’1,2%) l’obiettivo primario composito di mortalità per tutte le cause, infarto miocardico (MI), rivascolarizzazione determinata da ischemia (IDR) e trombosi dello stent (ST) rispetto al clopidogrel a 48 ore.

### Dati preclinici di sicurezza
I dati preclinici non rivelano rischi particolari sulla base di studi convenzionali di sicurezza, mutagenicità e potenziale clastogeno. Gli studi di cancerogenicità non sono stati effettuati. Gli effetti avversi primari di cangrelor nei ratti e nei cani si sono verificati a livello delle vie urinarie superiori e comprendevano lesioni ai tubuli renali, alla pelvi renale e all’uretere. Le alterazioni anatomiche sono risultate correlate all’aumento della creatinina e dell’urea nel plasma e all’aumento dell’albumina e di cellule ematiche nelle urine. In uno studio sui ratti le lesioni alle vie urinarie sono risultate reversibili dopo l’interruzione della somministrazione.

### Tossicità della riproduzione
Cangrelor ha prodotto un ritardo dose-correlato della crescita fetale caratterizzato dall’aumento delle incidenze di ossificazione incompleta e di mancata ossificazione dei metatarsi degli arti posteriori nei ratti. Nei conigli, il cangrelor è risultato associato ad un aumento nelle incidenze di aborto e di perdite intrauterine, oltre al ritardo della crescita fetale a dosi più alte, che può essere stato secondario alla tossicità materna. cangrelor non ha prodotto malformazioni in studi sulla riproduzione nel ratto o nel coniglio.

### Compromissione della fertilità
Effetti sulla fertilità, sulla capacità di gravidanza nelle femmine, sulla morfologia degli spermatozoi e sulla motilità degli spermatozoi sono stati osservati in uno studio di fertilità nel ratto maschio quando il cangrelor è stato somministrato a dosi equivalenti a quelle umane e pari a 1,8 volte la dose raccomandata per la procedura di PCI. Questi effetti non sono stati osservati a dosi inferiori e sono risultati reversibili dopo l’interruzione della somministrazione. In questo studio, l’analisi del liquido seminale è stata condotta dopo 8 settimane di trattamento continuo. La fertilità femminile non è risultata modificata alle dosi sperimentate.

### Bivalirudina, eparina a basso peso molecolare, fondaparinux e inibitori della glicoproteina (GP) IIb/IIIa
Negli studi clinici, il cangrelor è stato co-somministrato con bivalirudina, eparina a basso peso molecolare, fondaparinux e gli inibitori della glicoproteina (GP) IIb/IIIa (abciximab, eptifibatide e tirofiban) senza alcun effetto apparente sulla farmacocinetica o sulla farmacodinamica del cangrelor.